# Sunbeam 350HP Blue Bird

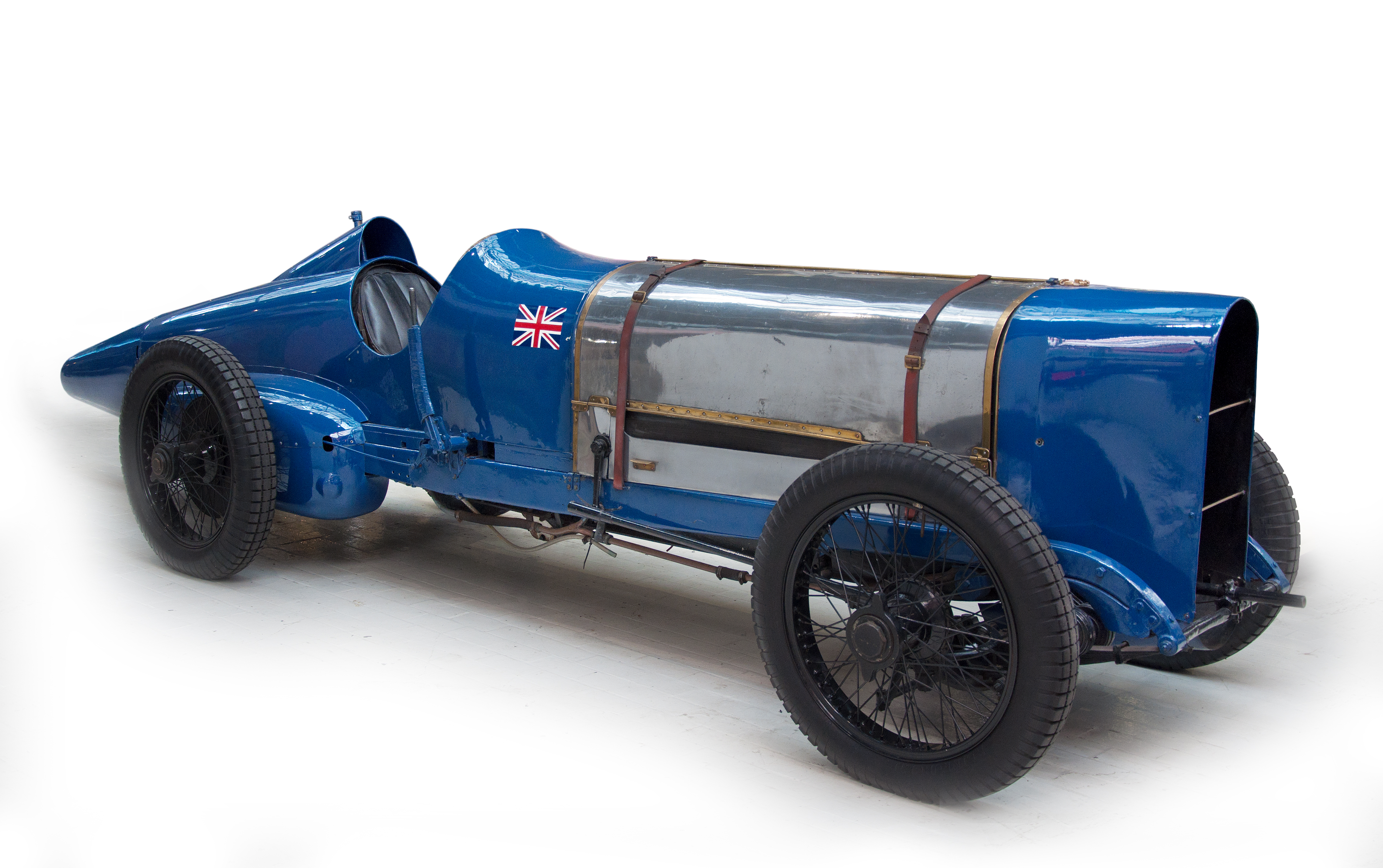
Sunbeam 350HP von Malcolm Campbell

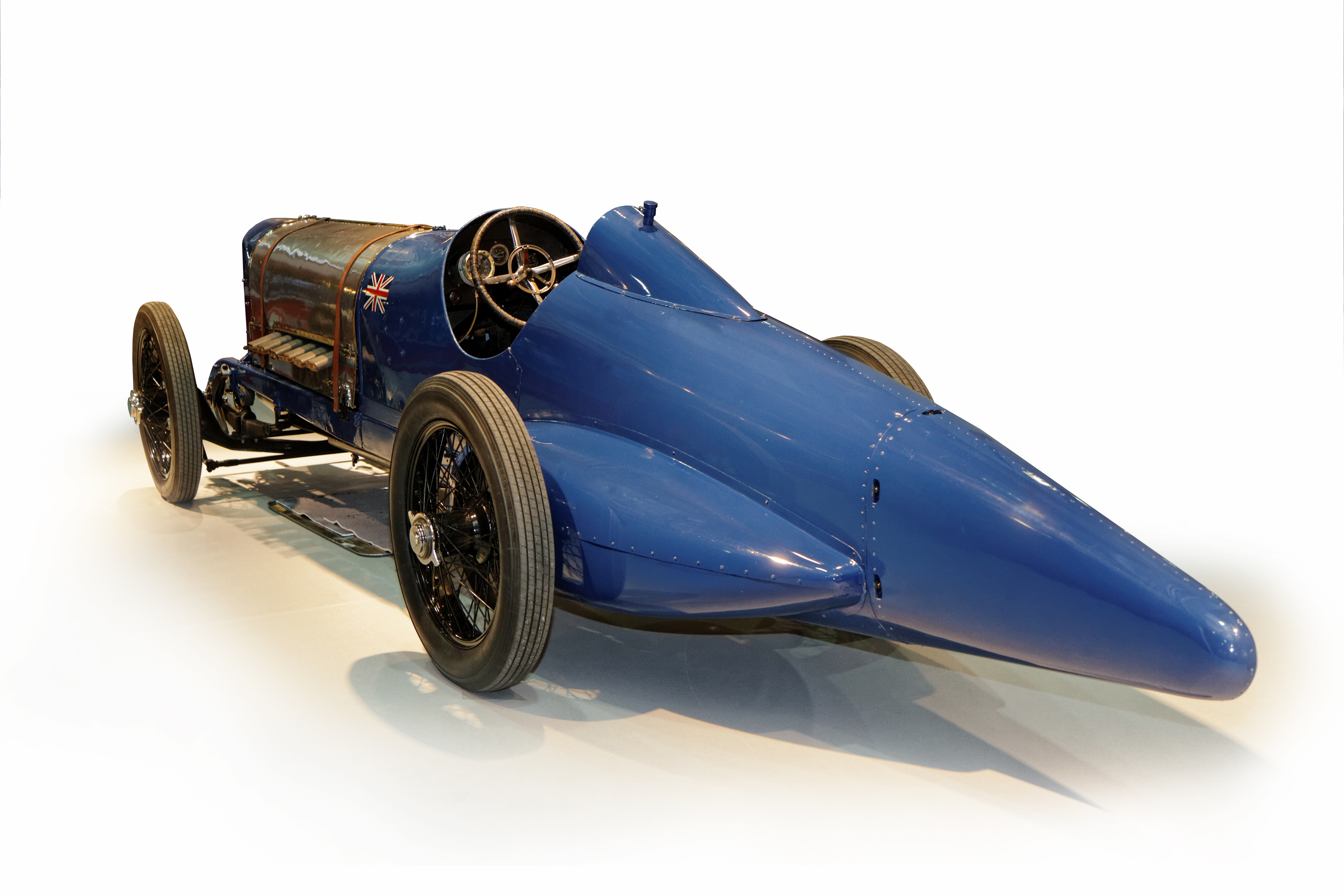
Das von Campbell modifizierte, aerodynamisch günstigere Heck

Der Sunbeam 350HP Blue Bird war das erste Rekordfahrzeug von Malcolm Campbell. Es basierte auf dem Sunbeam 350HP, war mit einem Flugmotor ausgestattet und wurde im Auftrag von Campbell aerodynamisch und technisch modifiziert. Zwischen 1922 und 1925 setzte er das Fahrzeug ein und erzielte damit seine ersten Land Speed Records.

## Das Fahrzeug

### Allgemeine Vorgeschichte
1913 war der Konstrukteur Louis Coatalen Chefingenieur der Sunbeam Motor Car Company in Wolverhampton, England. Er arbeitete zu dieser Zeit an einem Flugmotoren-Projekt mit der Bezeichnung „Mohawk“. Die geplante V-12-Bauart des Motors war für Coatalen und Sunbeam neu und sollte getestet werden.
Die „Risikofaktoren“ des neuen Triebwerksentwurfs, die damals unzuverlässigen Flugzeuge und eine längere Schlechtwetterperiode führten zu der Überlegung, den neuen Motor in einen Sunbeam-Rennwagen einzubauen. Nach einigen Anfangsschwierigkeiten stellte das Fahrzeug unter dem Namen „Toodles V“ am 11. Oktober 1913 auf der Brooklands-Rennstrecke in England acht Geschwindigkeitsrekorde auf. Das Auto wurde von Jean Chassagne gefahren und erreichte eine Höchstgeschwindigkeit von über 120 Meilen pro Stunde.
1919 versuchten Coatalen und Sunbeam einen speziell für Hochgeschwindigkeitseinsätze geeigneten Rennwagen zu bauen. Dabei griffen sie auf die erfolgreiche Kombination eines leichten Chassis und eines leistungsstarken Flugmotors zurück. Als Motor für das Fahrzeug nahm Coatalen den „Manitou-V-12“-Flugmotor mit 325 PS (242 kW) und kombinierte ihn mit Zylinderblöcken (mit integrierten Zylinderköpfen), die konstruktiv dem 200 PS (149 kW) starken „Arab V8“ entsprachen. Die Leistung des Motors betrug 355 PS (englisch: Horse Power). Das Auto wurde als Sunbeam 350HP bekannt.

### Erste Erfolge
Der 350HP wurde erstmals 1920 auf der Brooklands-Strecke von dem Australier Harry Hawker gefahren. Das Auto hatte aber während des Trainings einen Unfall (Reifenschaden) und konnte nicht am Rennen teilnehmen. Wegen Motorproblemen musste auch das nächste Rennen im August abgesagt werden.
Im Oktober stellte der Franzose René Thomas bei einem Bergrennen im französischen Gaillon einen ersten Rekord auf.
Am 17. April 1921 gewann Jean Chassagne mit einem Rundendurchschnitt von 114 Meilen pro Stunde (183,5 Kilometer pro Stunde) das 13th Brooklands Easter Meeting. Im Mai 1922 stellte Kenelm Lee Guinness mit dem Wagen drei weitere Rekorde auf: Er steigerte den Brooklands-Rundenrekord auf 198,4 km/h, es folgte ein Geschwindigkeitsrekord über eine Meile mit 207,9 km/h und über einen Kilometer mit 133,75 mph (215,25 km/h). Das war der letzte Geschwindigkeitsrekord auf der Strecke in Brooklands und auf einem Rundkurs.
| Jahr | Datum   | Ort        | Land | Fahrer              | Name          | Geschwindigkeit über 1 km | Geschwindigkeit über 1 km | Geschwindigkeit über 1 mi | Geschwindigkeit über 1 mi |
| 1922 | 17. Mai | Brooklands | GBR  | Kenelm Lee Guinness | Sunbeam 350HP | 133,70 mph                | 215,17 km/h               | 129,17 mph                | 207,88 km/h               |

### Technische Daten

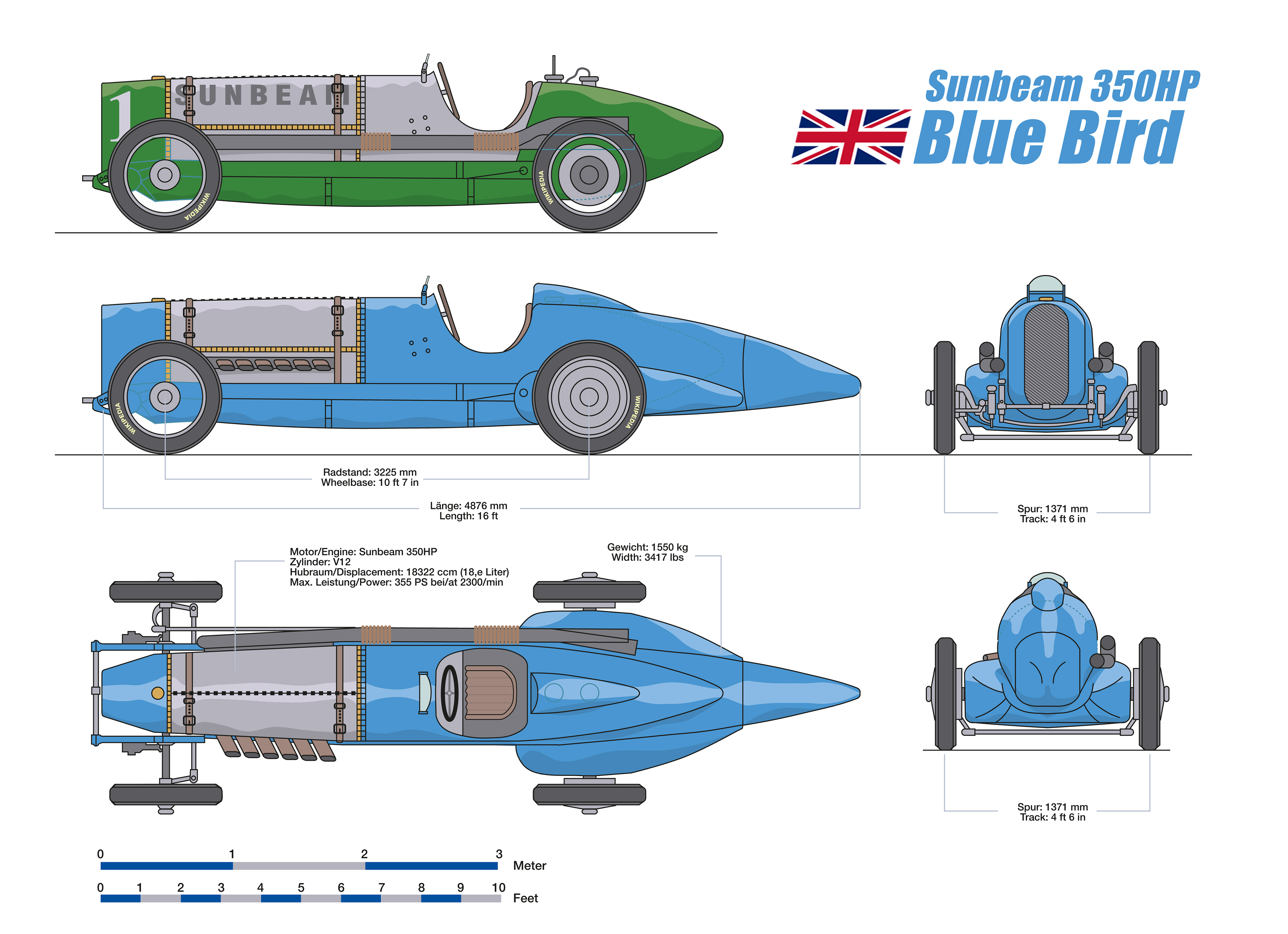
Vierseitenansicht des Blue Bird. Ganz oben das Basisfahrzeug, wie es vor und nach Campbell aussah. Anmerkung: Campbell setzte sowohl die lange als auch die kurze Auspuffanlage ein. Das wird im Bild dargestellt.

| Sunbeam 350HP Blue Bird           | Sunbeam 350HP Blue Bird                               |
| --------------------------------- | ----------------------------------------------------- |
| Herstellungsland                  | Großbritannien                                        |
| Designer                          | Louis Coatalen                                        |
| Beratender Ingenieur              |                                                       |
| Hersteller                        | Sunbeam Motor Car Company*                            |
| Motor und Getriebe                |                                                       |
| Fabrikat                          | Sunbeam 350HP (unter Verwendung von Manitou und Arab) |
| Zylinder und Bauweise             | V 12 (60°)                                            |
| Bohrung                           | 120 mm                                                |
| Hub                               | 135 / 142 mm                                          |
| Hubraum                           | 18.322 cm³ (18,3 l)                                   |
| Kompression                       |                                                       |
| Ventile                           | 1 Einlass / 2 Auslass (OHC)                           |
| Vergaser                          | 2 Claudel-Hobson HC7*                                 |
| Max. Leistung                     | 355 PS (261 kW) bei 2300/min                          |
| Motoraufhängung                   | Hilfsrahmen                                           |
| Kupplung                          | Mehrscheiben                                          |
| Getriebe                          | 4-Gang                                                |
| Kraftübertragung                  | „Hotchkiss Drive“                                     |
| Hinterachse                       | Kegelradgetriebe, Untersetzung 1,5 : 1                |
| Maße und Technische Informationen |                                                       |
| Radstand                          | 323 cm (10 ft 7 in)                                   |
| Spurbreite vorne                  | 137 cm (4 ft 6 in)                                    |
| Spurbreite hinten                 | 137 cm (4 ft 6 in)                                    |
| Länge                             | 488 cm (16 ft)                                        |
| Gewicht                           | 1550 kg                                               |
| Fahrwerk                          |                                                       |
| Chassis                           | „Channel section frame“                               |
| Aufhängung                        | halbelliptische Blattfedern                           |
| Stoßdämpfer                       | Hydraulic and Hartford*                               |
| Bremsen                           | Trommelbremsen, Durchmesser 45,7 cm                   |
| Räder                             | Rudge-Whitworth* / Speichenräder, 880 mm × 120 mm     |
| Reifen                            |                                                       |

Quelle:
* Herstellername

## Einsatz durch Campbell und Umbenennung
Malcolm Campbell lieh sich den Sunbeam HP350 aus, um damit am 17. Juni 1922 bei den „Saltburn Speed Trials“ anzutreten. Er stellte dort mit 222,22 km/h zwar seinen ersten Geschwindigkeitsrekord auf, die Art der Zeitnahme wurde jedoch nicht für eine offizielle Anerkennung akzeptiert.
Campbell überredete Coatalen, ihm den Sunbeam HP350 zu verkaufen, lackierte ihn blau und benannte ihn in Blue Bird um.
Am 23. Juni 1923 erzielte Campbell in Fanø, Dänemark, eine weitere Rekordgeschwindigkeit von 221,64 km/h über den fliegenden Kilometer, doch auch diesmal wurde der Rekord nicht offiziell bestätigt, weil die Zeitmessanlage nicht dem genehmigten Typ entsprach.
Im Winter 1923/1924 schickte Campbell Blue Bird für Tests im Windkanal zu Boulton Paul Aircraft in Norwich. Dort wurde das Auto mit einer schmalen Kühlerhaube an der Nase und einem langen, sich verjüngenden Heck aerodynamisch optimiert. Die Hinterräder wurden mit Vollscheiben-Radkappen ausgestattet. Außerdem wurde die Kompression des Motors durch neue Kolben erhöht.
Im Sommer 1924 kehrte Campbell nach Fanø zurück, aber der Strand war in einem sehr schlechten Zustand und zahlreiche Zuschauer befanden sich ohne Kontrolle durch Absperrungen an der Strecke.
Beim ersten Lauf wurden beide Hinterräder von Blue Bird abgerissen und verfehlten die Zuschauer nur knapp. Campbell protestierte bei den Verantwortlichen wegen der fehlenden Sicherheitsvorkehrungen und lehnte es ab, Verantwortung für eventuelle Personenschäden zu übernehmen. Beim nächsten Lauf löste sich ein Vorderrad und tötete einen Jungen in der Menge.
Das Auto wurde daraufhin für weitere Versuche unter besseren Bedingungen nach Pendine Sands in Südwales gebracht: Am 24. September 1924 erzielte Campbell mit einer Geschwindigkeit von 235,23 km/h (146,15 mph) seinen ersten offiziell bestätigten Landgeschwindigkeitsrekord.
Nach diesem Erfolg stellte Campbell das Auto für 1500 Pfund zum Verkauf. Er entschied sich jedoch um und beschloss es für einen weiteren Versuch zu behalten, als er hörte, dass der Waliser J. G. Parry-Thomas einen Rekordversuch mit „Babs“ plante.
Campbell kehrte mit Blue Bird 1925 nach Pendine Sands zurück und verbesserte seinen Rekord am 21. Juli auf 242,628 km/h (150,762 mph), das war das erste Mal, dass ein Auto die „150-Meilen-Grenze“ überschritt. In seinem besten Lauf über die Meile erreichte er 245,961 km/h erreicht, einen Wert, der in zeitgenössischen Autoanzeigen für Öl und Zündkerzen zu Marketingzwecken auftauchte. Zur Erinnerung ließ Campbell kleine Souvenir-Modelle von Blue Bird anfertigen.
| Jahr | Datum         | Ort           | Land | Typ       | Name              | Geschwindigkeit über 1 km | Geschwindigkeit über 1 km | Geschwindigkeit über 1 mi | Geschwindigkeit über 1 mi |
| 1924 | 25. September | Pendine Sands | GBR  | Automobil | Sunbeam Blue Bird | 146,15 mph                | 235,21 km/h               | 146,16 mph                | 235,22 km/h               |
| 1925 | 21. Juli      | Pendine Sands | GBR  | Automobil | Sunbeam Blue Bird | 150,86 mph                | 242,79 km/h               | 150,76 mph                | 242,62 km/h               |

## Weitere Verwendung
Nach dem weiteren Rekord verkaufte Campbell das Fahrzeug. Der Sunbeam 350HP kehrte später mit breiteren Reifen, einem Rückbau zum kurzen (ursprünglichen) Heck und mit grüner Lackierung zum Rennsport zurück. 1936 erzielte Billy Cotton über einen Kilometer am Strand von Southport 195,65 km/h. Das Auto blieb möglicherweise später in Lancashire und wurde 1958 an das National Motor Museum verkauft. Es ist bis heute (Stand 2021) dort zu besichtigen.

## Restaurierung
1983 wurde ein Probelauf des Motors durchgeführt, um den Zustand des Fahrzeugs zu beurteilen. Durch eine verstopfte Ölleitung blockierte der Motor während des Tests (sogenannter Kolbenfresser). Dabei wurde ein Pleuel abgerissen und durchschlug das Motorgehäuse. Später war das Auto im Museum mit dem gut sichtbaren Loch im Motor ausgestellt, an dem der Kolben und die Pleuelstange ausgetreten waren.
Der Motor wurde in den 1990er Jahren umfassend restauriert und im Januar 2014 zum ersten Mal seit 20 Jahren wieder in Betrieb genommen. Im Februar wurde Blue Bird auf der „Retromobile“ in Paris und später auch beim Goodwood Festival of Speed präsentiert.
2015 startete das National Motor Museum, Beaulieu, einen Aufruf, um Spenden für den Bau eines neuen Getriebes für das Originalfahrzeug zu sammeln, da das Getriebe schon zu Campbells Zeiten eine große Schwachstelle war.
Zum 90. Jahrestag von Malcolm Campbells erstem Geschwindigkeitsweltrekord wurde am 21. Juli 2015 in Pendine Sands in Wales, dem Originalschauplatz, mit dem vollständig restaurierten Blue Bird der historische Lauf nachgestellt. Am Steuer war Campbells Enkel Don Wales, ebenfalls Inhaber eines Landgeschwindigkeitsrekords.

## Bilder

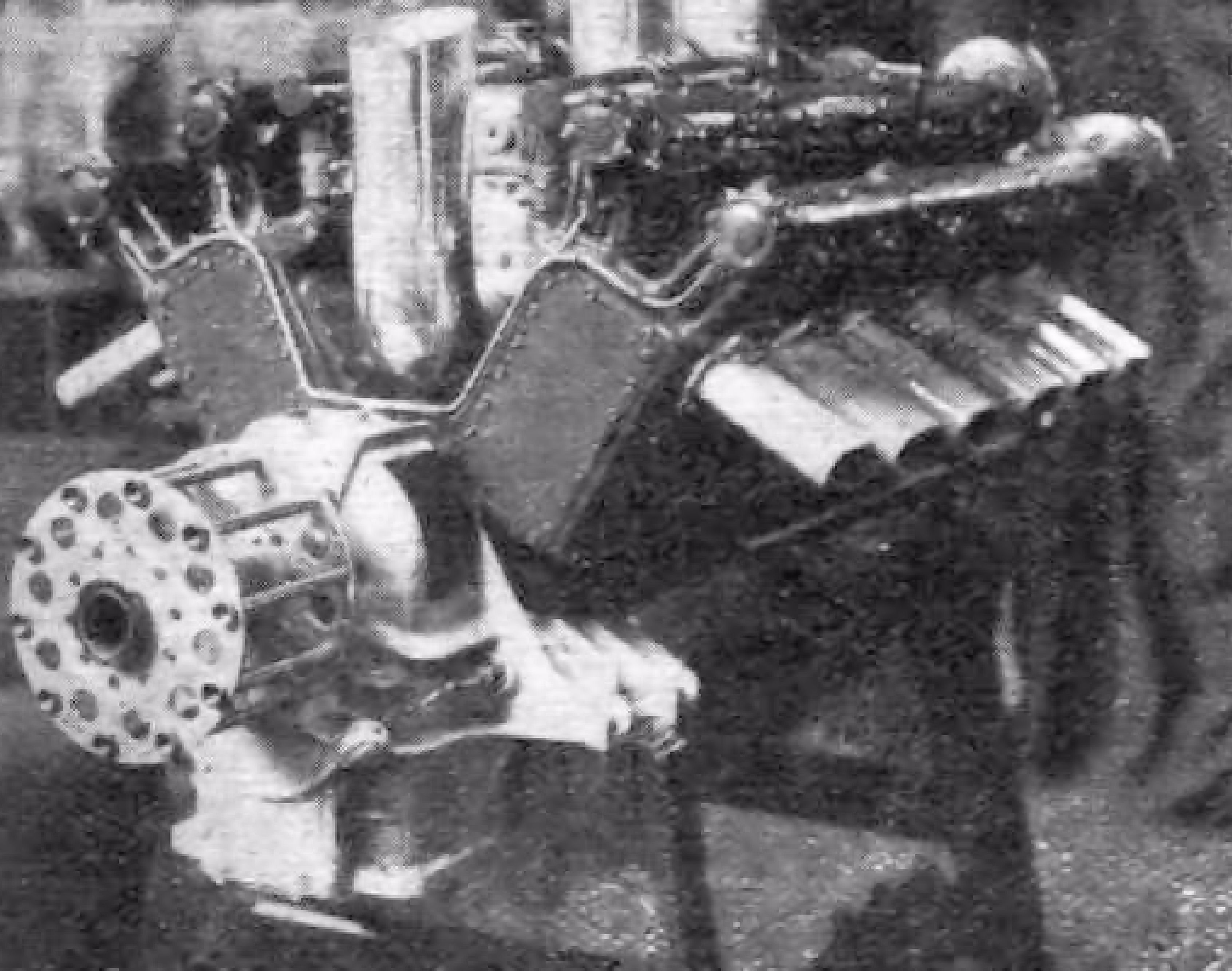
Der Sunbeam Manitou V12, aus dem unter anderem Komponenten für den 350HP-Motor verwendet wurden
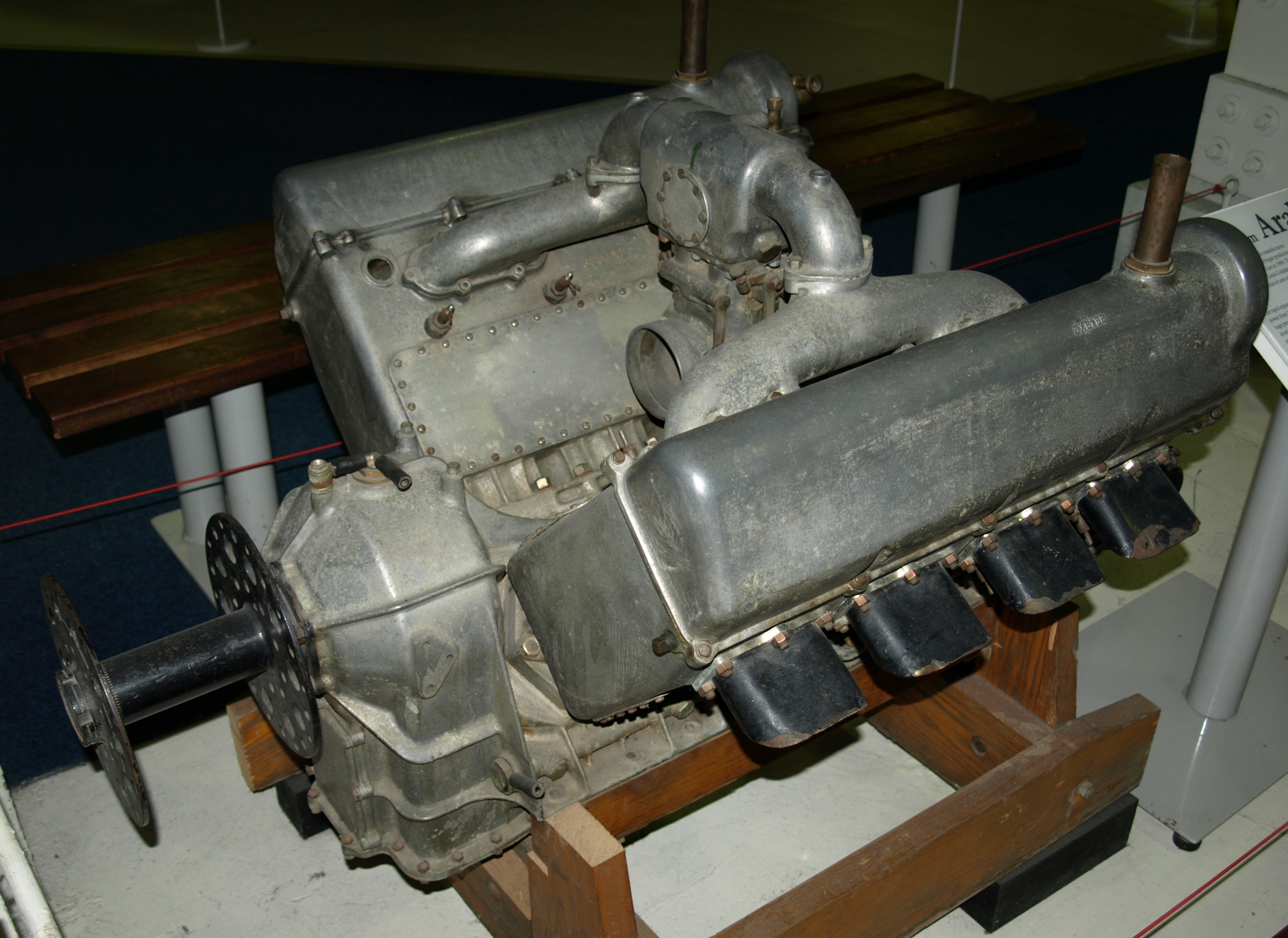
Teile des Sunbeam Arab V8 sind ebenfalls im 350HP-Motor enthalten
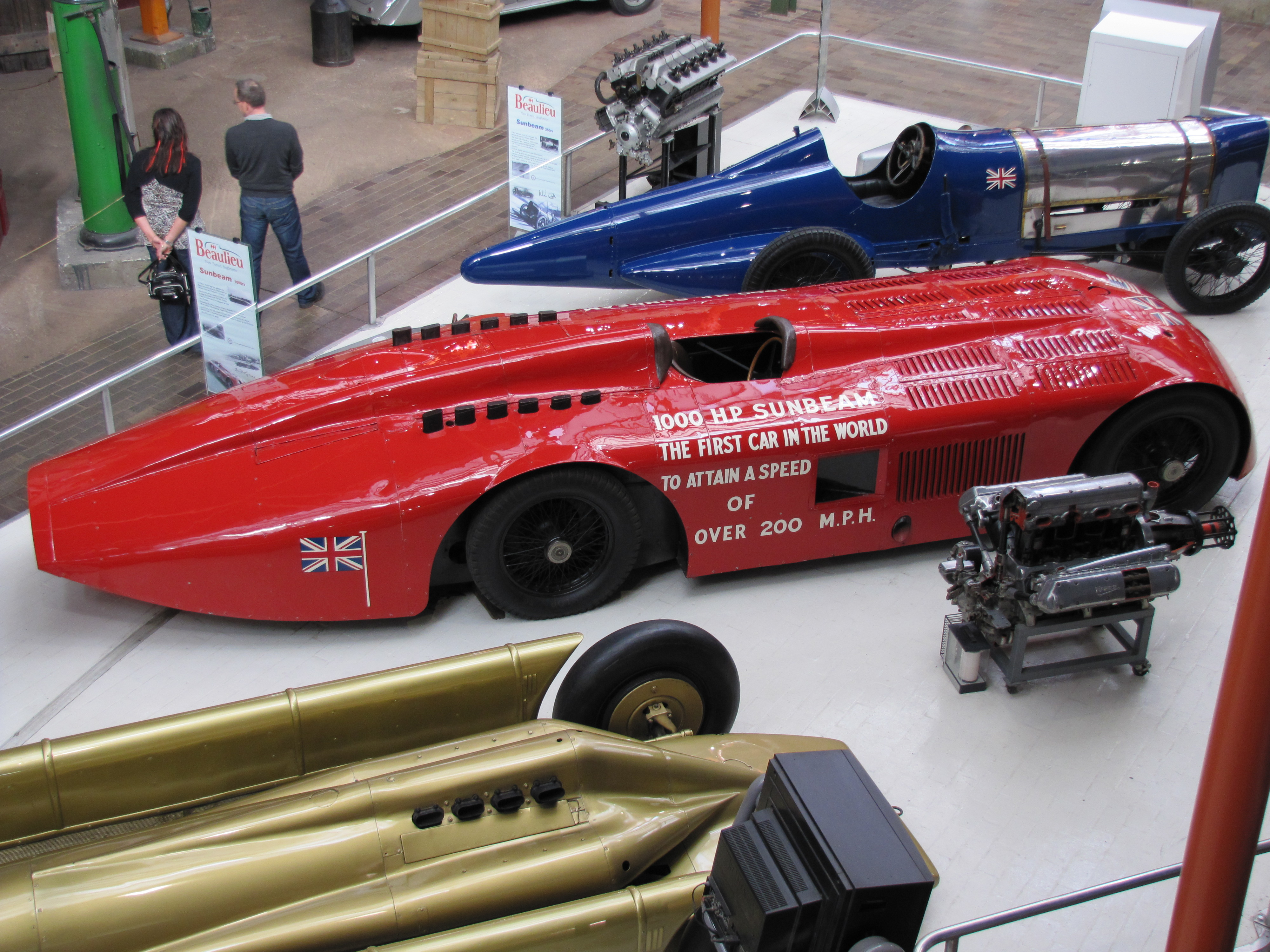
Blue Bird im Museum zusammen mit dem ebenfalls von Sunbeam gebauten Sunbeam 1000HP
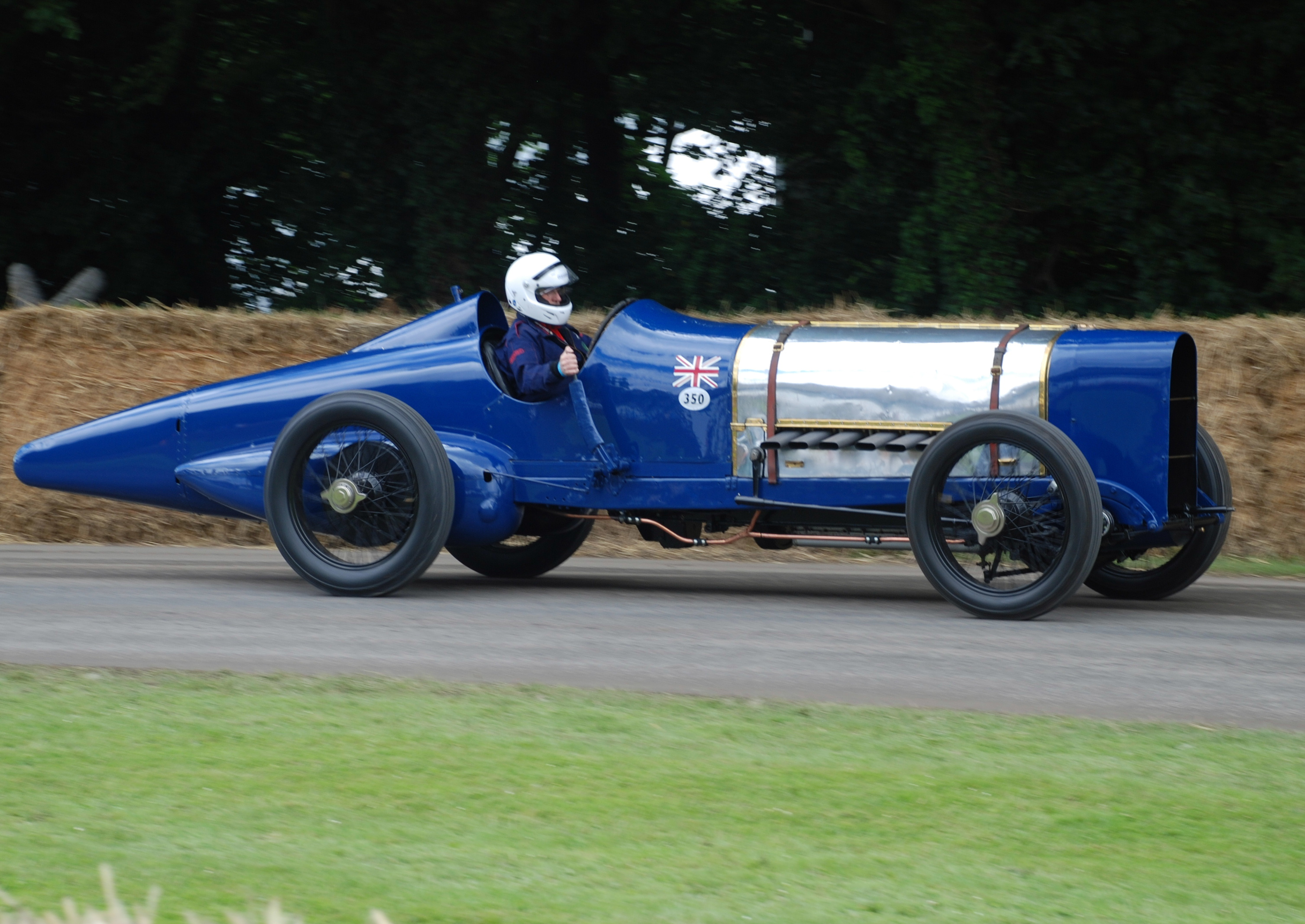
Blue Bird beim Goodwood Festival of Speed 2016
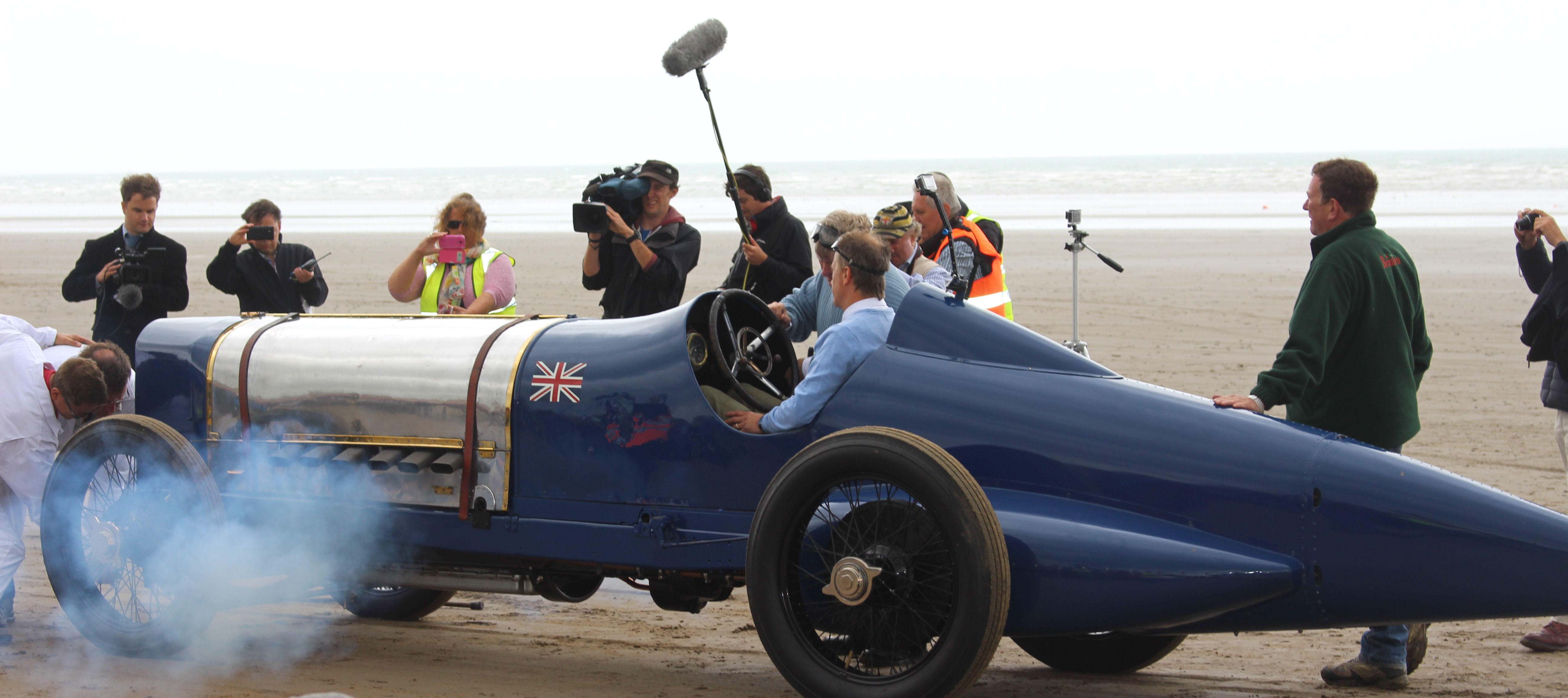
Sunbeam 350HP Blue Bird in Pendine Sands am 21. Juli 2015 anlässlich des 90. Jubiläums von Malcolm Campbells Land Speed Record